# Petko Karawełowo
Petko Karawełowo (bułg. Петко Каравелово) – wieś w Bułgarii, w obwodzie Wielkie Tyrnowo, w gminie Połski Trymbesz. W 2024 roku liczyła 1622 mieszkańców.